# كلب
الكلب (الاسم العلمي:  Canis lupus familiaris) حيوان من الثدييات من فصيلة الكلبيات من اللواحم. دجن هذا الحيوان واستأنس قبل 14000 إلى 150000 سنة. عادة ما يُوصَف هذا الحيوان بالوفاء، ويطلق عليه لقب «أفضل صديق للإنسان» ذلك لمقدرتهِ العالية على تذكر صاحبه ولو بعد انقطاع طويل عنه. توجد منه سلالات كثيرة مختلفة الطباع والمهمات، منها: كلب الصيد وكلب الحقول وكلب الرعاة وكلب الحراسة والكلب البوليسي وكلب جراي هاوند وكلب مرافقة المكفوفين وكلب الزلاقات؛ الذي يستعمل لجر العربات على الجليد إلى عصرنا هذا. يُعتبر تدريب الكلاب جزءًا مهمًا من تعزيز العلاقة بين الكلب وصاحبه، ويشمل تعليم الكلب مهارات الطاعة والتفاعل مع البيئة المحيطة.

## التاريخ
الفصيلة الكلبية (الاسم العلمي: Canidae) التي تحوي الذئاب والثعالب وابن آوى. ويعتبر الكلب من أوائل الثدييات التي روضها الإنسان من الذئاب التي كانت قد ظهرت منذ 60 مليون سنة. وعاشت معه طوال 14 ألف سنة. وهو من سلالة الذئاب التي كانت تتجول في أوروبا وآسيا وشمال أمريكا. وكانت الذئاب تتجول في القرى في نصف الكرة الشمالي بحثاً عن الطعام منذ 12 ألف سنة. وحالياً توجد سلالات عديدة منها. وقد وجدت هياكل عظام كلاب في الدنمارك وإنجلترا واليابان وألمانيا والصين ترجع لعصر ما قبل التاريخ. وكان ابن آوى يعرفه قدماء المصريين. وكانوا يصنعون التماثيل جسمها جسم كلب رأسه رأس حيوان ابن آوى. وقد وجد تمثال لأنوبيس في مقبرة توت عنخ آمون التي يرجع تاريخها لسنة 1330 ق م. ولقد وجد أيضاً سلالة من الكلاب السلوقية في مقابر قدماء المصريين.وكانت تحنط منذ سنة 2100 ق م بجوار الفراعنة داخل الأهرامات. واستطاع الرومان والإغريق إنتاج سلالات منها.
وكانت السلالة الدلماسية مدربةً على الصيد وجر العربات منذ سنة 1800 ق.م وحراسة الخيل التي كانت تجر العربات من الكلاب الأخرى التي كانت تخيفها.[بحاجة لمصدر]

## أنواع الكلاب
هناك أنواع عديدة من الكلاب وترتب حسب قوتها:
1. الكلاب العاملة: وهي فصائل الكلاب التي يمكن للبشر تدريبها للقيام بمهمات إحترافية كجر العربات، الكشف عن المتفجرات أو المفقودين. من أهم الفصائل المستخدمة لأغراض العمل كلاب البيلجن شيبرد (كلب الراعي البلجيكي) أو كلاب الجولدن ريتريفر.[بحاجة لمصدر]
2. كلاب الزينة أو الكلاب المنزلية وتشمل معظم فصائل الكلاب[بحاجة لمصدر]
3. كلاب الصيد وتستخدم في الصيد حيث تقوم بمطاردة الفريسة حتى تصبح قريبة من الإنسان كالبوينر[7] والكلب السلوقي.[8]

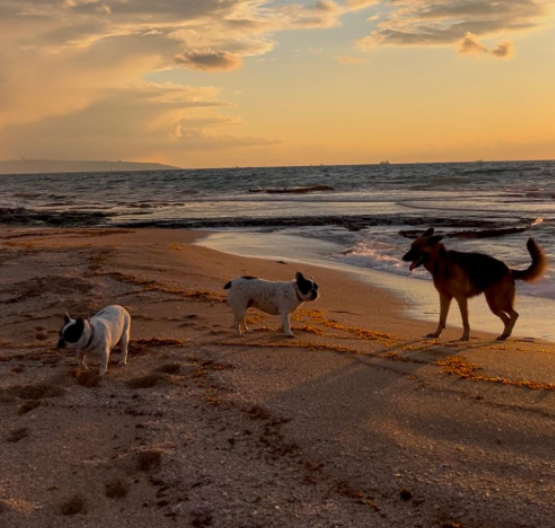
كلاب على الشاطئ

4. كلاب على الشاطئكلاب الحراسة مثل كلب الراعي الألماني وتستخدم في حراسة المزارع والمنازل.

## السلوك
يستعمل الإنسان الكلاب في الحراسة والصيد وجر العربات. وكانت تستخدم في الحرب للحراسة وحمل الرسائل. وهناك الكلاب المدربة التي تقود العميان والصم في الشوارع والعمل المنزلي كتنبيه الصم لجرس الهاتف أو الباب أو قيادة الأعمى للتجول داخل البيت أو عبور الشارع. وبعض أنواع الكلاب تتسم بحاسة شم قوية. ولهذا تدرب على مهام أخرى كالكشف عن المخدرات والمفرقعات والديناميت والنمل الفارسي والغرقى بالماء بالأعماق. يمكن البحث عن المفقودين في الزلازل والحرائق وبعض الكلاب يمكنها التنصت على الأصوات التي لا يسمعها الإنسان بأذنيه، حتى إن الكلب يقدر على سماع دقات الساعة على بعد 40 قدما. والكلاب المنزلية تختلف في الشكل والمظهر والحجم واللون.
ورغم هذه الاختلافات في كل فصائل الكلاب إلا أنها جميعها متطابقة من الناحية التشريحية. فعدد عظام الهيكل العظمي 321 عظمة. وتختلف السلالات في أعداد عظام الذيل. لكن قفصها الصدري يتكون من 13 زوجا من الأضلاع ويتكون العمود الفقري من 7 فقارات في الرقبة و13 فقرة في الصدر و7 فقارات قطنية و3 فقارات في العجز. والرجلين الخلفيتين في كل منهما 4مخالب وأربعة أصابع. وتوجد مخالب في أربعة أو خمسة أصابع بها. وللجرو 28 سنا مؤقتة لكن بعد عمر 6 شهور تستبدل ويصبح عددها 42 دائمة.
وتعيش كل فصائل الكلاب في كل قارات العالم ماعد القطب الجنوبي وفي الأحراش والغابات بالمناطق المعتدلة والمطيرة وبالصحراء والجبال والتندرا. وتعتبر الذئاب الرمادية أسلاف الكلاب الأليفة. وهي آكلة للحوم الحيوانات الكبيرة كالجاموس والخرتيت والآيل، والحيوانات الصغيرة كالأرانب والفئران. والكلاب تسطيع بحدة سمعها وحاسة شمها التجول لحراسة مناطق شاسعة من الذئاب أو للبحث عن الطعام. وتتزاوج الذكور مع الإناث في شهر يناير، وتلد بعد ذلك من 5 إلى 6 جراء ترضعها الأم من حلمات ثديها. وتشاركها في الطعام بعد الفطام. تولد الجراء عمياء وتكون غير قادرة علي الوقوف. وتقضي 90% من وقتها نائمة. وبقية الوقت ترضع فيه. ولا يمكن للجراء مقاومة البرودة العالية، بسبب عدم نضح دورتها الدموية، لهذا تلتصق الجراء بأمها للحصول على التدفئة. وتنظف الأم الجراء وتقوم برعايتهم كغيرها من إناث الثدييات، بينما لا يقوم الأب بأي دور في تلك المهمة.
وتوجد بين الكلاب لغة تخاطب من بينها لغة الجسم وتعابير الوجه ورفع الذيل ووقوف وفرد الأذنين. ووقوف الشعر فوق الظهر يدل علي الخوف أو الانزعاج أو العدوان أو الخنوع. وهذه الإشارات لها أهميتها.كما أن في حالة الحدة والعداء الشديد يكشر الكلب عن أنيابه ويرخي أذنيه وينتصب ذيله وتتصلب أرجله وينتصب شعر ظهره ويزوم أو ينبح. وتحدد الكلاب حدود مناطقها ببولها. فرائحته لغة تخاطب لتحذير بقية الحيوانات ولا سيما بين الكلاب الأخرى. ويدافع عن هذه الحدود بالنباح أو الزمجرة أو التعبير بلغته عامة.والكلاب الأليفة تميل للتدريب للتعبير عن ولائها لصاحبها ولنيل إعجابه. والكلب يعيش من 8 – 12 سنة حسب البيئة الذي يعيش فيها والعناية به. وقبل اقتناء كلب يجب أن يكشف عليه الطبيب البيطري بعناية لعلاج أمراض المصاب بها. أو تطعيمه ضد مرض الكلب (السعار). والكلب يحتاج إلى الغذاء الجيد والنظافة والمأوى والتريض في الخارج والماء والتدريب لمدة 16 –30 دقيقة يوميا وبصفة مستمرة.

## التكاثر
تتكاثر الكلاب كغيرها من الثدييات عن طريق الاتصال الجنسي، الذي ينتج عن تلقيح لبويضة الأنثى بحيوان منوي من الذكر. وتبلغ الأنثى في حوالي الشهر الثامن من العمر، ويكون بظهور الحيض لأول مرة، التي تصاحبها تغيرات في السلوك وداخل الجسد؛ لاستعداد الجسد للاتصال الجنسي، بينما يبلغ الذكر قبل ذلك بشهرٍ تقريبًا. وقد يتأخر لغاية سنتين في الكلاب ذات الأحجام الكبيرة. وتتراوح مدة الحمل في الكلاب من 56 إلى 72 يومًا، بمتوسط 62 يومًا. يرجع سبب الإختلاف والتراوح في المدة إلى عدة عوامل: كالمناخ، والتغذية، والنوع.